# Eminentia frontalis
A homlokcsont (os frontale) mindkét oldalán kb. 3 cm-rel a margo supraorbitalis felett található egy-egy kerek kiemelkedés, az eminentia frontalis. Méretük különböző lehet, vagyis gyakran aszimmetrikusak, ez a fiatal koponyákon feltűnő. A koponya felszíne ezen rész felett sima, a fejtető sisak (galea aponeurotica) borítja.
Csontosodási pontok helye. Nőben, gyerekben kifejezettebb.